# Universiteit van Liverpool
De Universiteit van Liverpool (Engels: University of Liverpool) is een universiteit in de stad Liverpool. Het hoort bij de Russellgroep en de N8 Groep.
De universiteit werd in 1881 opgericht als een University College, drie jaar later werd het een onderdeel van de nationale Victoria University om in 1903 weer zelfstandig door te gaan.

## Bekende alumni
- Charles Glover Barkla, Brits natuurkundige
- Alice Coulthard, Brits actrice
- Frederick Donnan, Brits scheikundige
- Arthur Thomas Doodson, Brits oceanograaf
- Carol Ann Duffy – Brits dichteres, Poet Laurate
- Franziskus Ehrle, Duitse priester
- Walter Bryan Emery, Brits antropoloog
- Julie Girling, Brits politica
- Lenore Harney, Kittitiaans arts
- Stewart Haslinger, Brits schaker
- Har Gobind Khorana, Indiaas-Amerikaans moleculair bioloog
- Eduard Looijenga, Nederlands wiskundige
- Chris Lowe, Brits muzikant
- John McNeill, Brits botanicus
- Aage Pedersen, Deens elektrotechnicus
- Rodney Porter, Brits biochemicus
- Stella Rimington – Brits voormalig directeur-generaal van MI5 en auteur
- Joseph Rotblat, Pools-Brits natuurkundige
- Patricia Routledge, Brits actrice en zangeres
- Marieke Schouten, Nederlands wethouder
- Olaf Stapledon, Brits schrijver en filosoof
- James Stirling, Brits architect
- Walter Medley Tattersall, Brits bioloog
- Shirley J. Thompson, Brits componiste